# Sebkha Ariana
La sebkha Ariana (arabe : سبخة أريانة) ou sebkha de l'Ariana est une cuvette ou sebkha tunisienne.

## Géographie
La sebkha, d'une superficie de 5 000 hectares, est située au nord du lac de Tunis dont elle est séparée par la plaine de La Soukra. Un cordon dunaire littoral s'étendant entre Raoued et Gammarth la sépare également du golfe de Tunis. Elle communique avec la mer d'une façon intermittente grâce à une ouverture au niveau de la plage de Raoued.
Les principaux problèmes de la sebkha sont liés à l'accumulation des eaux, notamment en périodes pluviales, ce qui entraîne une augmentation sensible du niveau de la nappe des zones avoisinantes.

## Projet d'aménagement
En 2008, Al Maâbar International, entreprise émiratie, annonce son projet « Bled El Ward » qui prévoit sur près de vingt ans la construction d'un complexe, sur une superficie de 5 000 hectares dont 2 600 hectares de plans d'eau, pour un coût total de quelque 10 milliards de dollars. Le projet est constitué d'une cité médicale, de terrains de golf, de résidences, de complexes de loisirs, d'espaces verts et de plages aménagées le long de cours d'eau creusés à l'intérieur de la cité. Ce projet nécessite toutefois l'assainissement de la sebkha, dont l'écosystème serait protégé, et l'ouverture d'un passage à travers le cordon littoral afin de permettre la navigation de plaisance à travers la sebkha.